# 桃園市立八德國民中學
桃園市立八德國民中學，簡稱八德國中、德中，是位於臺灣桃園市八德區的一所市立國民中學。

## 校園歷史

### 學制演變
- 1961年：成立桃園縣立大溪初級中學八德分部。
- 1963年：奉准獨立，定名為桃園縣立八德初級中學。
- 1968年：8月實施九年國民教育，改制為桃園縣立八德國民中學。
- 1980年：於大忠里設立大湳分校。
- 1981年：大湳分校獨立設校，定名為桃園縣立大成國民中學。
- 1998年：奉准成立美術班。
- 2014年：12月25日，因應桃園縣升格改制為直轄市，更名為桃園市立八德國民中學。

### 歷任校長
| 任期 | 姓名         | 任職日期   | 離職日期   | 備註                                                                 |
| ---- | ------------ | ---------- | ---------- | -------------------------------------------------------------------- |
| 1    | 王煥琦先生   | 1961年8月  | 1975年7月  | 原桃園縣教育局督學轉任，任滿退休。                                   |
| 2    | 黃廷訓先生   | 1975年8月  | 1982年7月  | 原桃園縣立壽山國民中學校長轉任，調任桃園縣立青溪國民中學。           |
| 3    | 范姜文政先生 | 1982年8月  | 1986年7月  | 原桃園縣立文昌國民中學校長轉任，調任桃園縣立龍潭國民中學。           |
| 4    | 李勝火先生   | 1986年8月  | 1994年7月  | 原桃園縣立龍潭國民中學校長轉任，任滿退休。                           |
| 5    | 徐慶發先生   | 1994年8月  | 1996年7月  | 原桃園縣立山腳國民中學校長轉任，調任桃園縣立光明國民中學籌備處主任。 |
| 6    | 陳桂育女士   | 1996年8月  | 2000年7月  | 原桃園縣立大竹國民中學校長轉任，調任桃園縣立自強國民中學。           |
| 7    | 鍾禮章先生   | 2000年8月  | 2004年7月  | 原桃園縣立自強國民中學校長轉任，調任桃園縣立福豐國民中學。           |
| 8    | 於家穀女士   | 2004年8月  | 2010年12月 | 原桃園縣立大崗國民中學校長轉任，因案調任桃園縣教育局。               |
| 代理 | 戴進明先生   | 2010年12月 | 2011年7月  | 桃園縣教育局督學代理。                                               |
| 9    | 黃智偉先生   | 2011年8月  | 2017年7月  | 原桃園縣立大溪高級中學教務主任升任，2017年7月請辭。                  |
| 代理 | 邱祖賢先生   | 2017年8月  | 2018年7月  | 桃園市教育局督學代理。                                               |
| 10   | 林永河先生   | 2018年8月  | 2022年7月  | 原桃園市立大崗國民中學校長轉任，調任桃園市立興南國民中學。           |
| 11   | 鍾美華女士   | 2022年8月  | 現任       | 原附設補習學校主任升任。                                             |

## 學區
- 八德區：興仁里、興中里、福興里、福元里、福德里、瑞豐里、竹園里、瑞發里、瑞泰里、瑞祥里、瑞德里、大信里、廣德里、瑞興里（第1－13鄰）、廣興里（第1－4、12－24、25、27－32鄰）、霄裡里（第11鄰）【為八德、龍岡國中共同學區】、霄裡里（第19鄰）[1]。
- 大溪區：僑愛里（全里）【為八德、仁和國中共同學區】、仁善里（第1、5鄰）【為八德、仁和國中共同學區】、南興里（第4－6鄰）【為八德、仁和國中共同學區】、仁義里（第18－20、3－34鄰）【為八德、仁和國中共同學區】。

## 新聞事件
- 2010年12月21日，因校園霸凌事件頻傳，校內教師連署要求撤換校長於家穀，桃園縣長吳志揚將於家穀調至教育處，校長職務由督學戴進明代理[2][3]。而校長室的內部陳設過於豪華，立委羅淑蕾要求教育部長吳清基清查該校教育經費之使用情況[4]。至於向老師罵髒話並揚言開槍的學生，已由八德分局依恐嚇、公然侮辱等罪嫌函送少年法庭審理[5]。
- 2011年1月25日，桃園縣議員楊朝偉指控，60歲的校工在學校的工具儲藏間，多次性侵害一名此校畢業之高中女學生，且一次收取一千元，但校工否認，警方已進行偵辦，校方也已火速將這名校工開除並加裝監視器[6]。
- 2011年4月14日，監察院通過對桃園縣政府及八德國中的糾正案，原因如下：怠於處理校園安全事件致使霸凌事件迭起、過半教師連署罷免於家穀校長，顯示校長領導無方處事不力、校長室財產購置金額過高且物品與經費項目名目不符[7]。

## 外部連結
- 官方网站